# LG Optimus One
LG Optimus One (P500) — смартфон компании LG Electronics на базе операционной системы Google Android. Официально смартфон был представлен 14 сентября 2010 года в рамках виртуальной пресс-конференции LG.
До официальной презентации LG Optimus One смогли увидеть посетители международной выставки IFA 2010, для которых в центре Берлина была организована промоакция — световое трёхмерное шоу. Представление началось с приветствия от Android и завершилось лозунгом серии Optimus «Оптимизируйте свою жизнь!».
Официальные продажи LG Optimus One начались в октябре 2010 года одновременно в 90 странах мира. За год смартфон установил несколько рекордов продаж и является одним из самых успешных смартфонов производства LG Electronics.
С марта 2013 года был официально снят с производства.

## Описание смартфона
LG Optimus One выполнен в форм-факторе моноблока и оснащен 3,2-дюймовым сенсорным дисплеем с разрешением 320 × 480 точек, с помощью которого осуществляются все операции со смартфоном.
Дисплей этого устройства использует ёмкостную технологию, поддерживает мультитач (дуалтач) и полностью оптимизирован для работы пальцами. На экран можно выводить пять или семь рабочих столов c ярлыками наиболее часто используемых приложений и виджетов (часы, плеер, погода, новости спорта и т. д.).
Смартфон оснащен стандартным 3.5-мм аудиоразъёмом для наушников и 3-мегапиксельной камерой с автофокусом, которая позволяет делать снимки с разрешением 2048x1536 и снимать видео в VGA разрешении со скоростью 17 кадров/с.
Данная модель также поддерживает карту памяти microSD емкостью до 32 ГБ (micro SD на 2 ГБ идет в комплекте) и оснащена аккумулятором на 1500 мА/ч, благодаря которому она может работать до 8 часов в режиме разговора и до 700 часов в режиме ожидания.
Устройство базируется на процессоре Qualcomm MSM7227 с тактовой частотой 600 МГц, а также графическим ускорителем Adreno 200 и работает под управлением операционной системы Android 2.3 (Gingerbread). LG Optimus One также поддерживает 3G сеть и оснащён Wi-Fi и Bluetooth модулями.

## Обновление версии операционной системы Android
LG Optimus One изначально выпускался на базе прошивки Android версии 2.2.
8 декабря 2010 года компания LG Electronics анонсировала планы по обновлению версии операционной системы до Android Gingerbread 2.3.
Для открытого скачивания и обновления программного обеспечения прошивка стала доступна 28 августа 2011 года, позже были выпущены дополнения и патчи к прошивкам, текущая версия Android на смартфоне — Android Gingerbread 2.3.3.
До момента снятия с производства, новые телефоны LG Optimus One (P500) поступали в продажу уже с обновленной версией ОС (Android Gingerbread 2.3.3)

## Хакинг
Телефон можно перепрошить до версии Android 4.4.2 (CyanogenMod 11) с помощью неофициального ПО, например:
1. Gingerbreak.Используется для входа в Android (nix) с правами «суперпользователь» (root), что считается взломом телефона, и лишает заводской гарантии. На практике это можно отменить, вернув прежнюю прошивку.
2. GScript. С правами «суперпользователя», запустив скрипт, можно сменить режим начальной загрузки телефона с «Hard Reset» на «Custom Recovery Menu», с дальнейшей перепрошивкой любым «работоспособным» образом для ПЗУ телефона, в частности, содержащем код Android, раскрывающего всевозможные функции аппаратного обеспечения телефона.

## Продолжение семейства LG Optimus
В первых числах января 2012 LG продемонстрировала смартфон LG Optimus 2, являющийся последователем LG Optimus One.